# Lesnoje (Kaliningrad, Tschernjachowsk)
Lesnoje (russisch Лесное, deutsch Dwarischken, 1928–1947 Eichenberg, litauisch Dvariškiai) ist ein Ort in der russischen Oblast Kaliningrad. Er gehört zur kommunalen Selbstverwaltungseinheit Stadtkreis Tschernjachowsk im Rajon Tschernjachowsk.

## Geographische Lage
Lesnoje liegt am Südrand des einstigen Eichwalder Forstes am Nordufer der Pissa und an einer Nebenstraße (27K-181), die von Tschernjachowsk (Insterburg) über Priosjornoje (Gerwischkehmen/Gerwen) nach Gussew (Gumbinnen) führt. Eine Bahnanbindung besteht nicht mehr. Bis 1945 war der Ort Bahnstation an der Bahnstrecke Insterburg–Kraupischken/Breitenstein (Ostpr) der Insterburger Kleinbahnen.

## Geschichte
Das seinerzeit Dwarischken genannte Dorf wurde im Jahre 1874 sowohl als Gutsbezirk als auch als Landgemeinde in den damals neu errichteten Amtsbezirk Kummetschen eingegliedert. Der Amtsbezirk, der 1931 in „Amtsbezirk Karalene“ bzw. 1938 in „Amtsbezirk Luisenberg“ umbenannt wurde, gehörte bis 1945 zum Kreis Insterburg im Regierungsbezirk Gumbinnen der preußischen Provinz Ostpreußen. Am 17. Oktober 1928 wurde der Gutsbezirk in die Landgemeinde eingemeindet, die seither den neuen Namen „Eichenberg“ führte. 
Im Jahre 1945 kam der Ort in Kriegsfolge mit dem nördlichen Ostpreußen zur Sowjetunion. 1947 erhielt er die russische Bezeichnung Lesnoje und wurde gleichzeitig dem Dorfsowjet Krasnopoljanski selski Sowet im Rajon Tschernjachowsk zugeordnet. Von 2008 bis 2015 gehörte Lesnoje zur Landgemeinde Swobodnenskoje selskoje posselenije und seither zum Stadtkreis Tschernjachowsk.

### Einwohnerentwicklung
| Jahr | Einwohner | Bemerkungen            |
| ---- | --------- | ---------------------- |
| 1910 | 199       | Gemeinde: 120, Gut: 79 |
| 1933 | 215       |                        |
| 1939 | 251       |                        |
| 2002 | 62        |                        |
| 2010 | 79        |                        |

## Kirche
Dwarischken resp. Eichenberg war kein Kirchdorf. Die überwiegend evangelische Bevölkerung gehörte zum Kirchspiel der Lutherkirche in Insterburg (Tschernjachowsk) innerhalb des Kirchenkreises Insterburg in der Kirchenprovinz Ostpreußen der Kirche der Altpreußischen Union. Heute liegt Lesnoje ebenfalls im kirchlichen Einzugsbereich von Tschernjachowsk, wo eine evangelisch-lutherische Kirchengemeinde neu entstanden und zugleich pfarramtliches Zentrum für die Kirchenregion Tschernjachowsk ist. Sie ist Teil der Propstei Kaliningrad der Evangelisch-lutherischen Kirche Europäisches Russland.